# Rhamphomyia sellacrinita
Rhamphomyia sellacrinita är en tvåvingeart som beskrevs av Bartak 2007. Rhamphomyia sellacrinita ingår i släktet Rhamphomyia och familjen dansflugor. Inga underarter finns listade i Catalogue of Life.